# Pachycephala orpheus
Pachycephala orpheus là một loài chim trong họ Pachycephalidae.